# 约西普·库泽
约西普·库泽（（1952年11月13日—2013年6月16日）），克罗地亚籍足球运动员和教练。

## 教练生涯
2012年1月6日，天津泰达足球俱乐部正式与约西普·库泽签约。库泽将作为天津泰达足球俱乐部球队主教练带领天津康师傅队征战2012赛季。
5月20日，库泽在天津泰达客场1比2不敌辽宁宏运的比赛中对主裁判李海河在第94分钟判罚的点球不满，赛后在通道掏出人民币讥讽裁判员。5月22日，中国足协宣布对库泽处于停赛七场，罚款人民币38,000元的处罚。5月28日，天津泰达足球俱乐部以库泽的行为对俱乐部声誉造成恶劣影响为由，决定提前终止和库泽的聘用合同。虽然提前下课，但库泽还是凭借独特的人格魅力博得了不少天津球迷的爱戴。

## 去世
2013年2月，库泽在克罗地亚当地医院查出患有白血病。2013年6月16日，他因白血病在克罗地亚萨格勒布去世，享年60岁。